# 韦沃尔斯弗莱特
韦沃尔斯弗莱特是德国石勒苏益格－荷尔斯泰因州的一个市镇。总面积24.54平方公里，总人口1473人，其中男性810人，女性663人（2011年12月31日），人口密度60人/平方公里。